# Galliera Veneta
Galliera Veneta település Olaszországban, Veneto régióban, Padova megyében. Lakosainak száma 7061 fő (2023. január 1.). Galliera Veneta Loria, Rossano Veneto, San Martino di Lupari, Tombolo és Cittadella községekkel határos.

## Népesség
A település lakossága az elmúlt években az alábbi módon változott:
| Lakosok száma | 7147 | 7133 | 7061 |
|               | 2017 | 2018 | 2023 |